# Bogusław Linda
Bogusław Linda (IPA: [bɔˈɡuswaf ˈlinda]) (Toruń, 27 giugno 1952) è un attore polacco.

## Biografia
Tra i più famosi attori della sua nazione, è sposato con la modella Lidia Popiel.

## Filmografia parziale
- Destino cieco, regia di Krzysztof Kieślowski (1981/1987)
- L'uomo di ferro, regia di Andrzej Wajda (1981)
- Danton, regia di Andrzej Wajda (1983)
- Matka Królów, regia di Janusz Zaorski (1987)
- Decalogo 7, regia di Krzysztof Kieślowski (1988)
- La sciamana, regia di Andrzej Żuławski (1996)
- Pan Tadeusz, regia di Andrzej Wajda (1999)
- Quo vadis? regia di Jerzy Kawalerowicz (2001)
- 1920 La battaglia di Varsavia (1920 Bitwa warszawska), regia di Jerzy Hoffman (2011)
- Il ritratto negato (Powidoki), regia di Andrzej Wajda (2016)